# Patty Mills
Patty Mills, celým jménem Patrick Sammy Mills (* 11. srpna 1988 Canberra) je australský basketbalový rozehrávač. Hraje za Brooklyn Nets, měří 183 cm a váží 82 kg.
Jeho matka je Austrálka, otec pochází z Ostrovů Torresova průlivu. Jeho strýc Danny Morseu reprezentoval Austrálii na olympijských basketbalových turnajích v letech 1980 a 1984.
Od roku 2004 se věnoval v akademii Australian Institute of Sport basketbalu a australskému fotbalu. V roce 2006 byl vyhlášen nejlepším australským juniorským basketbalistou a odešel do USA hrát za Saint Mary's College of California. V letech 2008 a 2009 byl vybrán do ideálního týmu Západní konference National Collegiate Athletic Association. V roce 2009 byl draftován týmem Portland Trail Blazers. Začínal ve farmářském týmu Idaho Stampede, 4. ledna 2010 odehrál za Portland první zápas v National Basketball Association. Během výluky NBA hrál v Austrálii za Melbourne Tigers a v Číně za Xinjiang Flying Tigers. V březnu 2012 přestoupil do San Antonia, s nímž v roce 2014 vyhrál NBA a v roce 2013 byl finalistou.
Reprezentoval Austrálii na mistrovství světa v basketbalu hráčů do 19 let 2006, kde jeho tým obsadil páté místo. S australskou reprezentací je trojnásobným mistrem Oceánie z let 2007, 2013 a 2015. Startoval také na mistrovství světa v basketbalu mužů 2010 (10. místo) a na třech olympiádách: obsadil sedmé místo v letech 2008 a 2012 a čtvrté místo v roce 2016. Na OH 2016 byl s průměrem 21,3 bodu na zápas druhým nejlepším střelcem mužského turnaje. V letech 2008 a 2010 získal Gaze Medal pro australského basketbalistu roku.